# Малєвацько-Селиште
45°11′ пн. ш. 15°44′ сх. д. / 45.19° пн. ш. 15.73° сх. д.
Малєвацько-Селиште (хорв. Maljevačko Selište) — населений пункт у Хорватії, у Карловацькій жупанії у складі громади Цетинград.

## Населення
Населення за даними перепису 2011 року становило 30 осіб.
Динаміка чисельності населення поселення: